# Stanislav Kubík
Stanislav Kubík (15. listopadu 1930 Myslív – 22. října 2011) byl český vysokoškolský pedagog a rektor Vysoké školy strojní a elektrotechnické v Plzni.
Absolvoval Strojní fakultu vysoké školy strojní a elektrotechnické a v letech 1960-1987 pracoval jako vedoucí katedry Technické kybernetiky. V letech 1969-1985 byl rektorem Vysoké školy strojní a elektrotechnické. V letech 1984-1990 byl ředitelem Ústavu teorie informace a automatizace (ÚTIA). V letech 1987-1989 byl místopředsedou Československé akademie věd.